# Christoph Grienberger
Christopher Grienberger (aussi écrit Christopher Gruemberger), né le 2 juillet 1561 à Hall dans le Tyrol, et mort le 11 mars 1636 à Rome, est prêtre jésuite autrichien, mathématicien et professeur au Collège romain. Un cratère lunaire porte son nom: le cratère Gruemberger.

## Biographie
Le jeune Grienberger entre dans la Compagnie de Jésus le 20 août 1580 et fait son noviciat à Brno (Moravie). Après des études de rhétorique à Prague (1583–1584), il devient professeur de mathématiques à Olomouc en 1587. On le retrouve à Vienne, de 1589 à 1591, où il fait les études de théologie préparatoire au sacerdoce: il est ordonné prêtre en 1591 ou 1592, dans la même ville de Vienne.
À partir de 1595, le père Grienberger est professeur de mathématiques, de géométrie et d'astronomie au Collège romain (Rome), où il passa au total la moitié de ses vingt-huit ans à enseigner les mathématiques. Il y est collaborateur puis successeur du père Clavius, En 1597, il est à Graz, où il fait la connaissance de Johannes Kepler.
Ami de Marin Ghetaldi durant de longues années, il assista celui-ci dans ses expériences. En correspondance avec Galilée et Clavius, il succéda à celui-ci en 1612. Quelque sympathie qu'il eût pour les théories de Galilée, il fut obligé de défendre, sur ordre du Père général des jésuites, Claudio Acquaviva, les théories aristotéliciennes d'une Terre immobile. Cela n'empêche pas Galilée d'avoir une grande estime pour lui. Dans une lettre à Clavius (30 décembre 1610) il exprime 'sa grande estime pour Grienberger d'après ce qu'il a entendu de sa compétence mathématique'.

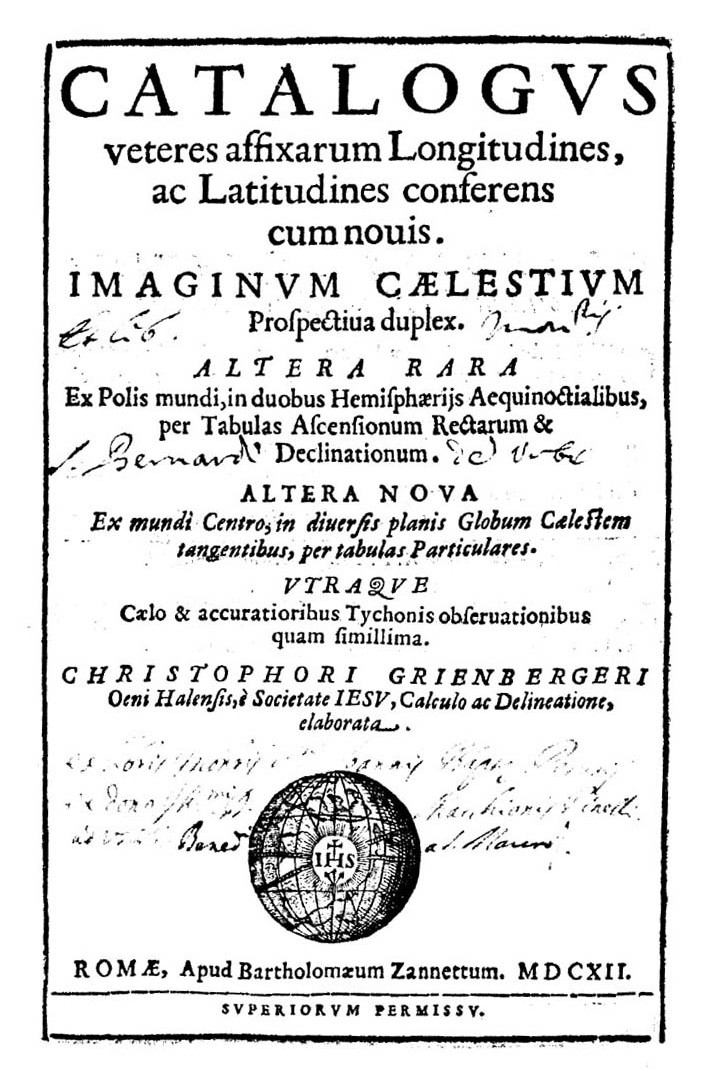
Page de titre du Catalogus... de Grienberger (1612)

De son côté Grienberger, dans une lettre de 1634 adressée à Élie Diodati, reconnait avec regret: 

« Si Galilée avait su se garder la bienveillance des pères du collège romain, il aurait pu vivre tranquille en ce monde, et rien de malheureux ne lui serait arrivé ; il aurait pu écrire à sa convenance, sur chaque sujet, et même sur le mouvement de la terre. »

Avec Clavius et Grégoire de Saint-Vincent Grienberger partage le mérite d'avoir eu une grande influence sur de nombreux mathématiciens et scientifiques jésuites du XVIIe siècle. Par ailleurs il fut engagé dans la préparation scientifique de l'expédition de Johann Adam Schall von Bell et d'autres missionnaires jésuites en Chine.
Le père Christopher Grienberger meurt à Rome le 11 mars 1636.

## Travaux
On ne connaît souvent de lui qu'un catalogue d'étoiles nouvellement découvertes et des tables trigonométriques. Par ailleurs, il apporta son aide aux autres mathématiciens de l'époque, comme Mario Bettinus et Giuseppe Biancani.
Le premier écrit, dans la préface de son ouvrage, Universae Philosophiae Mathematicae (1642) :

« J'ai bénéficié, mon lecteur, de l'esprit et de l'industrie du très instruit et extrêmement modeste homme, Grienberger, qui, alors qu'il aurait découvert de nombreuses merveilles par lui-même, a préféré se mettre au service des inventions et pour la gloire d'autres personnes. »

Il se livra enfin à des travaux d'optique et on lui doit un montage astronomique des jumelles, utilisant le système équatorial, précédant le télescope, et nommé le montage allemand.

## Écrits
- Catalogus veteres affixarum longitudines ac latitudines conferens cum novis stellis (Rome 1612)
- (la) Nova imaginum caelestium prospectiva, Augsburg, Jakob Koppmayer, 1679 (lire en ligne)
- Speculum ustorium verae ac primigenae suae formae restitutum (Rome 1613)
- Rerum mathematicarum opus (Rome 1624)
- Euclidi sex primi Elementorum Geometricum libri (Rome 1629)
- Les lettres de Grienberger, non encore cataloguées, sont conservées dans les archives de l'Université grégorienne. Il avait parmi ses correspondants: Clavius, Grégoire de Saint-Vincent, Galilée et Robert Bellarmin.